# Джонстон, Натан
Натан Джонстон (англ. Nathan Johnstone; 9 февраля 1990 года, Сидней, Австралия) — австралийский сноубордист, выступающий в хафпайпе.
- Чемпион мира по сноуборду 2011 в хафпайпе;
- Победитель общего зачёта Кубка мира по сноуборду 2010-11 в акробатических дисциплинах (AFU);
- Обладатель Малого хрустального глобуса по сноуборду 2010-11 в хафпайпе;
- Четырёхкратный победитель этапов Кубка мира в хафпайпе;
- Серебряный призёр Чемпионата мира среди юниоров 2010 в хафпайпе;
- Двукратный серебряный призёр зачёта Кубка мира (2008-09 и 2011-12) в хафпайпе;
- Многократный призёр этапов Кубка мира по сноуборду в хафпайпе.